# Теракт в Эннискиллене
Теракт в Эннискиллене (англ. Enniskillen bombing, ирл. Ár Lá Cuimhneacháin), также известный как Теракт на День поминовения (англ. Remembrance Day bombing) или Теракт в Маковый день (англ. Poppy Day massacre)) — террористический акт, совершённый 8 ноября 1987 года в городе Эннискиллен (графство Фермана Северной Ирландии) боевиками «временного» крыла Ирландской республиканской армии. Взрыв прогремел у старого кенотафа во время церемонии почтения памяти павших солдат Великобритании. В результате погибли 11 человек (10 гражданских, преимущественно пенсионеры, и один полицейский), 63 человека были ранены. ИРА официально заявила, что не хотела убивать гражданских и что целью атаки должны были стать британские солдаты, участвовавшие в церемонии.
Теракт осудили все стороны конфликта в Северной Ирландии, и это стало ударом по репутации как самой ИРА, так и партии Шинн Фейн. Теракт ускорил принятие Акта об экстрадиции, который облегчил процесс экстрадиции в Великобританию из Ирландии подозреваемых в сотрудничестве с ИРА. Ольстерские лоялисты в ответ организовали серию нападений на католиков как знак своей мести. По оценке некоторых историков, теракт в Эннискиллене стал поворотной точкой в конфликте и фактически нанёс мощный удар по ИРА

## Предыстория
По заявлениям ИРА, объектом атаки были британские солдаты. Решение о подобной атаке было принято в знак мести за вмешательство британских спецслужб в церемонию почтения памяти погибших республиканцев. За неделю до событий состоялись похороны волонтёров ИРА Эдди Макшеффри и Падди Дири. Когда стрелок отдавал салют из оружия над гробами, церемонию прервали сотрудники Королевской полиции Ольстера, став избивать присутствовавших дубинками и стрелять резиновыми пулями. Один из гробов упал на землю, множество гражданских лиц и офицеров пострадали.
По мнению спецслужб Великобритании и Ирландии, в атаке участвовали как минимум два отряда ИРА с обеих сторон британско-ирландской границы. Отрядам ИРА тогда предоставили некоторую оперативную автономию (возможность действовать по усмотрению), но в спецслужбах всерьёз рассматривали версию, что этот теракт мог быть совершён прямо по приказу Северного командования ИРА. Эту версию опроверг один из руководителей ИРА, заявив, что приказ отдавал офицер «среднего звена».
Дензил Макдэниэл, автор книги «Эннискиллен: Теракт в воскресенье поминовения» (англ. Enniskillen: The Remembrance Sunday Bombing), позднее опрашивал представителей спецслужб и волонтёров ИРА, пытаясь составить картину произошедшего. По его данным, взрывное устройство мощностью 16 кг было собрано в ирландском городе Баллинамор (графство Литрим) и перевезено в Эннискиллен силами 30 волонтёров, которые двигались в «эстафетных командах», чтобы не попасться пограничникам; на это ушло 24 часа. Бомбу, спрятанную в спортивной сумке, установили ночью 7 ноября в читальном зале Эннискиллена у щипцовой стены. Взрыватель должен был сработать в 10:43 по Гринвичу на следующий день, до начала церемонии.

## Взрыв

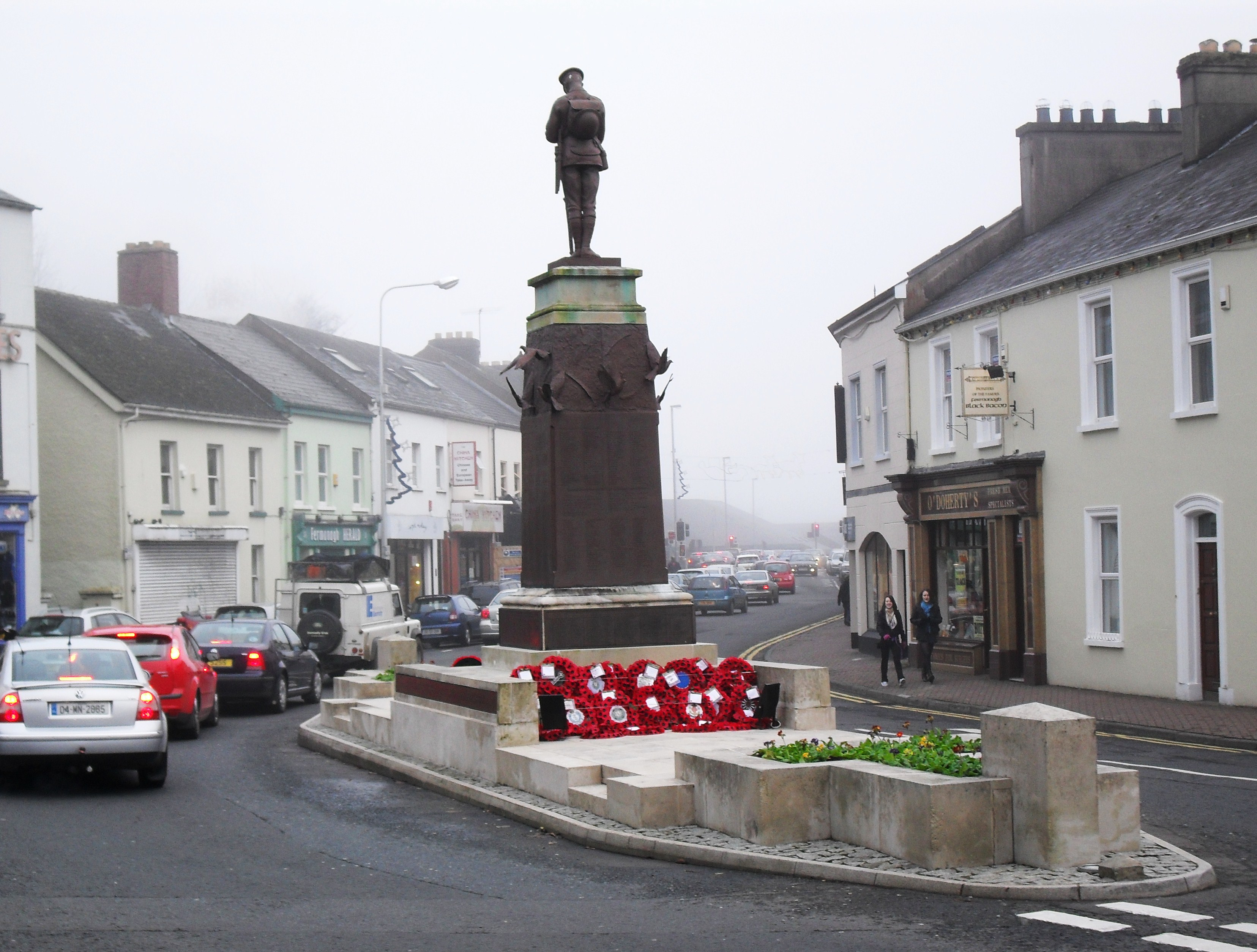
Кенотаф в Эннискиллене в 2009 году

Бомба взорвалась, когда солдаты Ольстерского оборонного полка шли к мемориалу, а люди ждали начала церемонии. Щипцовая стена была разрушена в читальном зале, где собрались участники церемонии: многие из них были засыпаны обломками на глазах у зрителей. Добровольцы бросились доставать тех, кто оказался под завалами.
Жертвами теракта непосредственно стали 11 человек, в том числе три семейные пары:
- Уэсли и Берта Армстронг (англ. Wesley and Bertha Armstrong)
- Китченер и Джесси Джонстон (англ. Kitchener and Jessie Johnston)
- Уильям и Агнес Маллан (англ. William and Agnes Mullan)
- Джон Мегоу (англ. John Megaw)
- Джорджина Квинтон (англ. Georgina Quinton)
- Мари Уилсон (англ. Marie Wilson)
- Сэмюэл Голт (англ. Samuel Gault)
- Эдвард Армстронг (англ. Edward Armstrong)

Погибший Эдвард Армстронг служил в Королевской полиции Ольстера, а Сэмюэл Голт недавно оттуда уволился. Ещё одна погибшая, Мари Уилсон, была дочерью Гордона Уилсона, который собирался баллотироваться в Сенат Ирландии (он также присутствовал на церемонии и пострадал). Двенадцатой жертвой стал Ронни Хилл, который после теракта оказался в коме и прожил ещё 13 лет. Ранены были 63 человека, в том числе 13 детей. Пострадали политики Сэм Фостер и Джим Диксон: у последнего были серьёзные повреждения головы, но он оправился. Один из местных предпринимателей заснял последствия взрыва, и эти кадры попали на телевидение. Все пострадавшие были протестантами.
Спустя несколько часов после взрыва на местную радиостанцию поступило сообщение от ИРА о том, что в деревне Таллихоммон (32 км от Эннискиллена) была обнаружена бомба мощностью в 68 кг тротила, которая не взорвалась. Тем утром в городе проходил воскресный Парад поминовения, в котором участвовали представители христианских движений «Бригада мальчиков» и «Бригада девочек». Участники парада случайно оказались рядом с бомбой, там же оказались и солдаты с офицерами Королевской полиции Ольстера. Повстанцы ИРА собирались взорвать бомбу тогда, когда рядом проходили солдаты. Спецслужбы обезвредили взрывное устройство и обнаружили, что провод, соединявший бомбу и пульт подрыва, вёл прямо к британско-ирландской границе.

## Реакция
ИРА принесла свои извинения, официально заявив, что совершила ошибку, поскольку целями атаки должны были стать солдаты Оборонного ольстерского полка, шедшие к мемориалу. Писатель Дензил Макдэниел утверждал:

Я не верю, что ИРА специально убивали гражданских. Думаю, они совершили ошибку; возможно, разведка перепутала расписание службы, но ИРА опрометчиво отнеслась к жизням гражданских лиц.
Оригинальный текст (англ.)I don't believe the IRA set out to specifically kill civilians. I think they made mistakes, probably with their intelligence on the time-table for the service, but the IRA was reckless about civilian life.

Главный суперинтендант Королевской полиции Ольстера, детектив Норман Бакстер, заявил по поводу исполнителей теракта:

Их целью было нанесение ущерба. Единственная их ошибка была в том, что бомба взорвалась ещё до начала парада.
Оригинальный текст (англ.)Their intention was to inflict casualties. The only mistake in the operation was that the bomb went off before the parade arrived.

В шоке оказались многие представители националистического движения, которые назвал теракт ударом по делу республиканцев. «An Phoblacht», еженедельная газета партии Шинн Фейн, назвала совершённые ИРА действия «монументальной ошибкой», которая укрепила бы силы противников ИРА. Ответственное за теракт подразделение ИРА тут же было расформировано. Теракт также вызвал возмущения у политиков Великобритании и Ирландии: премьер-министр Великобритании Маргарет Тэтчер заявила:

Это настоящее надругательство над умершими и клякса для человечества.
Оригинальный текст (англ.)It's really desecrating the dead and a blot on mankind.

Государственный секретарь Северной Ирландии Том Кинг, выступая в Палате лордов, выразил своё возмущение случившимся. То же самое заявили министр иностранных дел Ирландии Брайан Ленихан в Палате представителей и Морис Мэннинг в Сенате, говоря о народном отвращении. Общественные деятели называли случившееся варварством и дикостью.
Значительная часть североирландских протестантов расценила теракт как угрозу в свой адрес, а ольстерские лоялистские группировки нанесли ответный удар по католикам: на следующий день в Белфасте были ранены пять подростков-католиков, а один протестант был по ошибке застрелен боевиками Ассоциации обороны Ольстера. В течение следующей недели в Белфасте прогремело 14 перестрелок и взрывов, во всех случаях объектами нападения были католики.
В день теракта ирландская рок-группа U2 давала концерт в городе Денвер. Во время исполнения песни «Sunday Bloody Sunday» певец Боно осудил теракт и призвал «послать к чёрту революцию» в середине своей песни, заодно раскритиковав американцев ирландского происхождения, поддерживавших ИРА, и напомнив, что большинство граждан Республики Ирландия осуждают повстанцев. Этот момент был включён в фильм «Rattle and Hum», где звучали песни с одноимённого альбома.

## Долгосрочные последствия
Правительства Великобритании и Ирландии обсуждали Акт об экстрадиции (англ. Extradition Act), который мог бы облегчить экстрадицию лиц, подозреваемых в сотрудничестве с ИРА, из Ирландии в Великобританию. Менее чем через месяц после теракта в парламенте Ирландии поддержали Акт. Правительство Ирландии ещё до этого призывало британцев реформировать систему судопроизводства в Северной Ирландии (путём отмены судов Диплока) перед принятием Акта, и в Республике Ирландия настаивали, что Акт будет принят только после завершения реформ. Но после теракта число противников Акта сократилось, и он был принят с некоторыми изменениями.
Теракт нанёс мощный удар по электорату Шинн Фейн: в 1989 году на местных выборах в графстве Фермана партия потеряла четыре из восьми мест в совете, проиграв социал-демократам и лейбористам. Только в 2001 году, спустя 14 лет, Шинн Фейн вернула себе потерянные места. В 1997 году председатель партии Джерри Адамс от лица республиканского движения принёс извинения за трагическое событие.
Спустя две недели церемония в Эннискиллене всё же состоялась. На ней присутствовали около 5 тысяч человек, в том числе и Маргарет Тэтчер. Территория, на которой прогремел взрыв, принадлежала Римско-католической церкви. В 2002 году там был построен хостел, который получил имя бывшего президента США Билла Клинтона (последний участвовал в церемонии открытия).